# Ulster Tower
De Ulster Tower is een oorlogsmonument gelegen tussen de Franse dorpen Hamel en Thiepval aan de D73, op een heuvelrug boven het riviertje Ancre in het departement Somme. Het staat een kilometer ten noorden van het Thiepval Memorial.
Het monument herdenkt de Britse soldaten van de 36e (Ulster) Division uit de Eerste Wereldoorlog. De naam van zowel de divisie als het monument verwijzen naar Ulster, de noordelijkste van de vier oorspronkelijke provincies van Ierland, dat grotendeels overeenkomt met het huidige Noord-Ierland. Ten zuiden van het monument ligt Connaught Cemetery en ten oosten Mill Road Cemetery. Het monument wordt onderhouden door de Somme Association uit Belfast, dat tevens het café met museum naast het monument bemant.

## 1916
Op 1 juli 1916 voerde de 36e divisie een aanval uit op de Duitse loopgraven van de Schwaben Redoubt, maar werden teruggedrongen door een Duitse tegenaanval. Op die dag waren de verliezen voor de 36e divisie boven de 5000.

## Monument
Het monument werd geopend op 19 november 1921 en is een kopie van Helen's Tower in Bangor in Noord-Ierland.
Een plaquette herdenkt de negen soldaten die tijdens de Slag aan de Somme het Victoria Cross kregen.
Een andere plaquette herinnert aan het bezoek van Princes Alice, hertogin van Gloucester op 1 juli 1989.
Ook is er een monument dat de leden van de Oranjeorde herdenkt met de tekst:
"This Memorial is Dedicated to the Men and Women of the Orange Institution Worldwide, who at the call of King and country, left all that was dear to them, endured hardness, faced danger, and finally passed out of the sight of man by the path of duty and self sacrifice, giving up their own lives that others might live in Freedom. Let those who come after see to it that their names be not forgotten."